# Jan van der Zwaag
Jan van der Zwaag (Sneek, 4 mei 1905 - Waalsdorpervlakte, 20 mei 1944) was een Nederlands verzetsstrijder in de Tweede Wereldoorlog.
Van der Zwaag was glazenwasser te Velsen en raakte door zijn maatschappelijk engagement als CPN-lid betrokken bij het verzet in de regio Kennemerland. Hij was onder meer de organisator van de distributie van de illegale bladen "De Vonk" en "De Waarheid" in Haarlem en pleegde diverse andere verzetsdaden.
Op 17 mei 1943 werd Van der Zwaag gearresteerd en opgesloten in de koepelgevangenis in Haarlem. Na zware verhoren werd hij overgebracht naar de gevangenis van Scheveningen (Oranjehotel). Op 20 mei 1944 werd hij op de Waalsdorpervlakte gefusilleerd.
Na de oorlog werd in zijn vroegere woonplaats Velsen een straat naar hem vernoemd.